# Arx
Arx é uma comuna francesa na região administrativa da Nova Aquitânia, no departamento Landes. Estende-se por uma área de 22 km². Em 2010 a comuna tinha 51 habitantes (densidade: 2,3 hab./km²).